# (500536) 2012 UY14
(500536) 2012 UY14 es un asteroide perteneciente al cinturón de asteroides, descubierto el 16 de octubre de 2012 por el equipo del Mount Lemmon Survey desde el Observatorio del Monte Lemmon, Arizona, Estados Unidos.

## Designación y nombre
Designado provisionalmente como 2012 UY14.

## Características orbitales
2012 UY14 está situado a una distancia media del Sol de 3,068 ua, pudiendo alejarse hasta 3,308 ua y acercarse hasta 2,827 ua. Su excentricidad es 0,078 y la inclinación orbital 10,03 grados. Emplea 1962,85 días en completar una órbita alrededor del Sol.

## Características físicas
La magnitud absoluta de 2012 UY14 es 16,3. 